# Annie Bellman
Annie (Anna) Bellman, tidigare Hane, född 10 september 1860 i Fellingsbro församling i Örebro län, död 10 september 1938 i Gränna stadsförsamling i Jönköpings län, var en svensk lokalpolitiker (Moderata valmansföreningen). 

## Biografi
Annie Bellman blev 1911 en av de första 37 kvinnliga stadsfullmäktige i Sverige, och den första kvinnliga ledamoten i Grännas stadsfullmäktige. 
Bellmans far var skogsförvaltare vid Högfors bruk i Västmanland. Hon var lärare 1877–1886 och gifte sig 1886 med handlaren Oscar Bellman i Hultsfred. Hon blev änka 1909 och bodde då i egen gård i Gränna.